# Мартинсвил (Њу Џерзи)
Мартинсвил (енгл. Martinsville) насељено је место без административног статуса у америчкој савезној држави Њу Џерзи.

## Демографија
По попису из 2010. године број становника је 11.980.
| Група             | 2000.    | 2010.          |
| Белци             | 0 (0,0%) | 10.206 (85,2%) |
| Афроамериканци    | 0 (0,0%) | 157 (1,3%)     |
| Азијати           | 0 (0,0%) | 982 (8,2%)     |
| Хиспаноамериканци | 0 (0,0%) | 457 (3,8%)     |
| Укупно            | 0        | 11.980         |